# فرودگاه یانکی کریک
فرودگاه یانکی کریک  (به انگلیسی: Yankee Creek Airport) (به زبان بومی: Yankee Creek 2 Airport) یک فرودگاه همگانی باربری  است که یک باند فرود شن/خاک دارد و طول باند آن ۴۷۵ متر است. این فرودگاه در  کشور ایالات متحده آمریکا قرار دارد و در ارتفاع ۳۴۱ متری از سطح دریا واقع شده است.